# Mario Piccinocchi
Mario Piccinocchi, né le 21 février 1995 à Milan, est un footballeur italien. Il évolue au poste de milieu défensif.

## Carrière

### En club

#### Vicense Calcio (2015-2017)
Après avoir quitté l'AC Milan et signé son premier contrat professionnel avec le Vicenza Calcio, 

##### Prêt au FC Lugano (2015-2017)
Mario Piccinocchi est prêté au FC Lugano lors de l'été 2015. Son prêt est prolongé d'une saison lors de l'été suivant.

#### Transfert au FC Lugano (2017-2019)
En 2017, il rejoint définitivement de le club pour 2 saisons.

#### Retour en Italie au Ascoli Calcio 1898 FC (2019-2020)
Le 15 juillet 2019, il signe un contrat 1 année avec l'option de 2 ans supplémentaires au Ascoli Calcio 1898 FC (club de Serie B), mais il reste seulement pendant 1 saison.

#### Unione Sportiva 1913 Seregno Calcio (2021)
Le 4 février 2021, il rejoint pour quelques mois le Unione Sportiva 1913 Seregno Calcio qui évolue en Serie D.

#### Alcione Calcio (depuis 2021)
En juillet 2021, il signe à l'ASD Alcione club de foot évoluant aussi en Serie D italienne pour un contrat de 3 ans.

### En équipe nationale
Mario Piccinocchi joue avec les moins de 17 ans, puis avec les moins de 18 ans, et enfin avec les moins de 19 ans.

## Statistiques
| Saison                | Club                  | Championnat           | Championnat | Championnat | Coupe(s) nationale(s) | Coupe(s) nationale(s) | Total | Total |
| Saison                | Club                  | Division              | M.          | B.          | M.                    | B.                    | M.    | B.    |
| 2015-2016             | FC Lugano (prêt)      | Super League          | 31          | 1           | 3                     | 1                     | 34    | 2     |
| 2016-2017             | FC Lugano (prêt)      | Super League          | 23          | 1           | 0                     | 0                     | 23    | 1     |
| 2017-2018             | FC Lugano             | Super League          | 13          | 0           | 2                     | 0                     | 15    | 0     |
| Total sur la carrière | Total sur la carrière | Total sur la carrière | 67          | 2           | 5                     | 1                     | 72    | 3     |